# Stanley T. Kresge

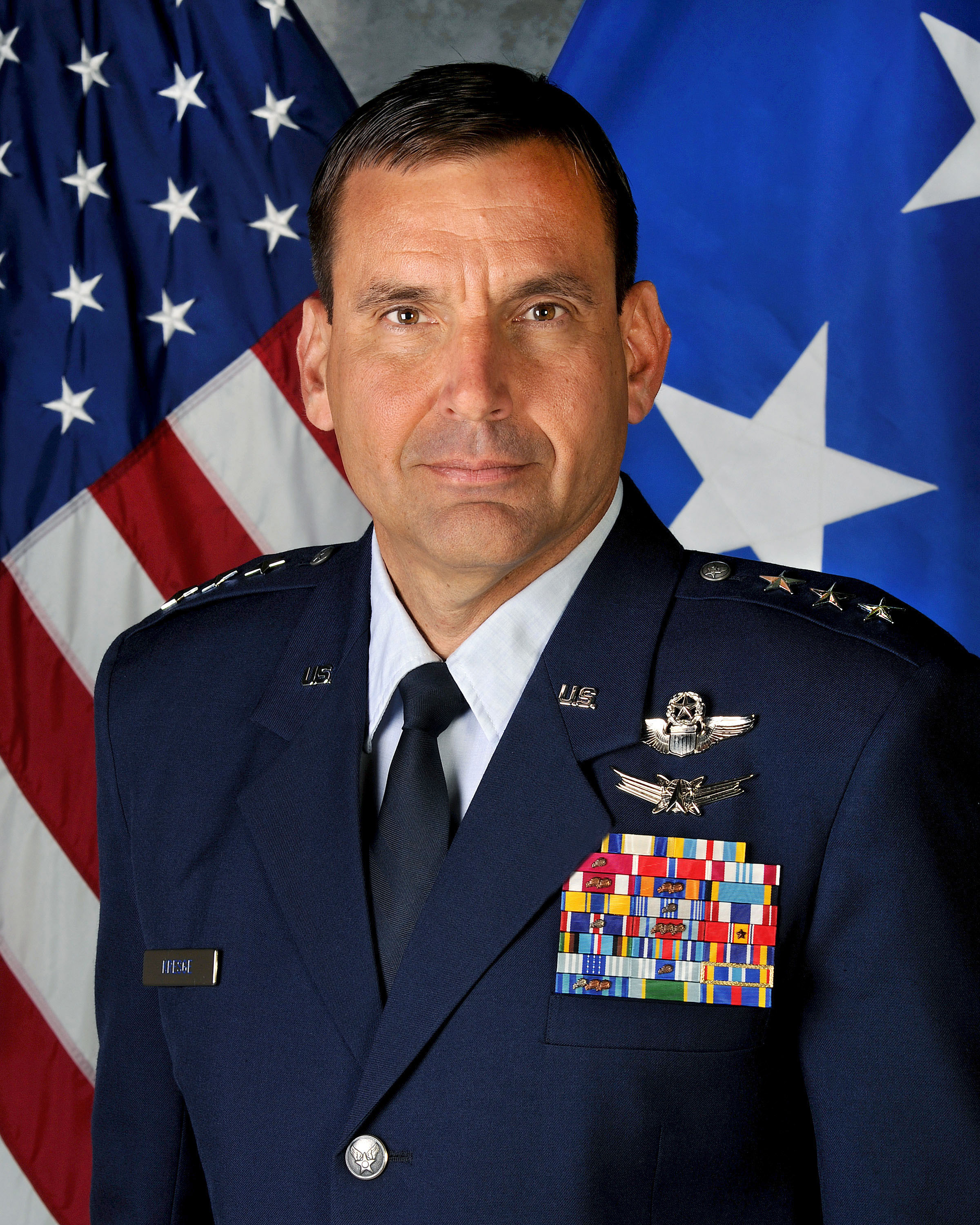
Stanley T. Kresge (2010)

Stanley T. Kresge (* um 1958) ist ein pensionierter Generalleutnant der United States Air Force. Er war unter anderem Kommandeur der 13. Luftflotte.
Im Jahr 1980 absolvierte er die United States Air Force Academy in Colorado Springs. Nach seiner Graduation wurde er als Leutnant in das Offizierskorps der Air Force aufgenommen. In der Folge durchlief er alle Offiziersgrade vom Leutnant bis zum Drei-Sterne-General.
Im Lauf seiner militärischen Karriere absolvierte er verschiedene Kurse und Schulungen. Dazu gehörten unter anderem eine Ausbildung zum Kampfpiloten und weitere Fortbildungskurse als Pilot neuer Flugzeugtypen; die Squadron Officer School auf der Maxwell Air Force Base in Alabama; das Air Command and Staff College, ebenfalls auf der Maxwell AFB; das Armed Forces Staff College in Norfolk in Virginia; das Air War College und die Air University. Außerdem erhielt er einen akademischen Grad von der Troy University.
In seinen frühen Jahren als Offizier der Luftwaffe war er an verschiedenen Stützpunkten stationiert. Dabei war er unter anderem als Pilot, Flugausbilder oder Stabsoffizier bei unterschiedlichen Einheiten tätig. Dazwischen absolvierte er die erwähnten Schulungen. Zwischen Januar 1982 und Oktober 1983 und nochmals zwischen Mai 1987 und Juli 1990 tat er auf der Kadena Air Base in Japan Dienst.
Zwischen Mai 2000 und Mai 2002 war Stanley Kresge als Oberst Kommandeur der 1st Operations Group, die auf der Langley Air Force Base in Virginia stationiert war. Anschließend verblieb er bis zum Februar 2003 als Stabsoffizier in der Abteilung für Operationen des Air Combat Commands (ACC) auf diesem Stützpunkt. Daran schloss sich eine Versetzung zur Eglin Air Force Base in Florida an. Dort kommandierte Kresge zwischen Februar 2003 und Juli 2004 das 33. Kampfgeschwader (33rd Fighter Wing). Danach kehrte er zum Stab des ACC auf der Langley AFB zurück. Dort war er bis zum Mai 2005 stellvertretender Leiter der Stabsabteilung für Bedarf (Deputy Director of Requirements).
Als Nächstes erhielt er das Kommando über das 379. Expeditionsgeschwader (379th Air Expeditionary Wing) das in Südwestasien eingesetzt war. Dieses Amt bekleidete er zwischen Juni 2005 und Juni 2006. Daran schloss sich eine Versetzung auf die Peterson Air Force Base in Colorado an. Bis zum September 2007 gehörte Stanley Kresge dort als Leiter der Abteilung für Planungen und Strategien dem Stab des North American Aerospace Defense Commands (NORAD) an. Auch nach dem Ende dieser Aufgabe verblieb Kresge auf der Peterson AFB. Er wechselte zum Stab des Air Force Space Commands, dem er bis zum Mai 2009 als Leiter der Abteilung für Luft-, Weltraum- und Nuklearoperationen (Director of Air, Space and Nuclear Operations) angehörte.
Kresges nächster Auftrag führte ihn zur Nellis Air Force Base in Nevada, wo er zwischen Mai 2009 und Dezember 2010 das Kommando über das U.S. Air Force-Warfare-Center innehatte. Als Nächstes erhielt er im Dezember 2010 als Nachfolger von Herbert J. Carlisle das Kommando über die 13. Luftflotte, die auf der Hickham Air Force Base auf Hawaii angesiedelt war. Diesen Posten bekleidete er bis zum 28. September 2012 als Russell J. Handy seine Nachfolge antrat. Allerdings war Handy bereits Kommandeur der damals zur 13. Expeditionsluftflotte umbenannten Einheit. Kresge war somit der letzte Kommandeur der alten 13. Luftflotte. Auch nach dem Ende dieses Kommandos verblieb Kresge auf der Hickam AFB. Dort übernahm er das Amt des stellvertretenden Kommandeurs der Pacific Air Forces. Diesen Posten bekleidete er bis zu seiner Pensionierung im Jahr 2014.
Während seiner aktiven Zeit als Militärpilot absolvierte er über 4200 Flugstunden auf verschiedenen Flugzeugtypen.
Nach seiner Pensionierung wurde Stanley Kresge als senior Advisor Mitglied im Vorstand der Firma The Asia Group.

## Daten der Beförderungen
| Abzeichen | Rang               | Jahr              |
| --------- | ------------------ | ----------------- |
|           | Second Lieutenant  | 28. Mai 1980      |
|           | First Lieutenant   | 28. Mai 1982      |
|           | Captain            | 28. Mai 1984      |
|           | Major              | 1. Januar 1990    |
|           | Lieutenant Colonel | 1. Januar 1995    |
|           | Colonel            | 1. März 2000      |
|           | Brigadier General  | 2. August 2006    |
|           | Major General      | 14. August 2009   |
|           | Lieutenant General | 10. Dezember 2010 |

## Orden und Auszeichnungen
Stanley Kresge erhielt im Lauf seiner militärischen Laufbahn unter anderem folgende Auszeichnungen:
- Air Force Distinguished Service Medal
- Defense Superior Service Medal
- Legion of Merit
- Bronze Star Medal
- Defense Meritorious Service Medal
- Meritorious Service Medal
- Air Medal